# Eliminatórias da Copa do Mundo FIFA de 2014 - América do Sul
A zona sul-americana das eliminatórias para a Copa do Mundo FIFA de 2014 foi disputada por nove seleções afiliadas a Confederação Sul-Americana de Futebol (CONMEBOL) competindo por 4 vagas diretas, mais uma vaga extra, caso o campeão da repescagem seja do continente. O Brasil, por ser país-sede, possuía classificação automática e não participou das eliminatórias, portanto, a equipe que enfrentaria a Seleção Brasileira folgou na rodada correspondente. O formato foi idêntico ao das eliminatórias anteriores com todas as seleções integrando um grupo único em partidas de ida e volta.

## Classificação
|  | Equipes qualificadas para a Copa do Mundo de 2014 |
|  | Equipe qualificada para a repescagem              |
|  | Equipes eliminadas                                |

| Pos | Equipe    | Pts | J  | V | E | D  | GP | GC | SG  | Classificado                |  | ARG | COL | CHI | ECU | URU | VEN | PER | BOL | PAR |
| --- | --------- | --- | -- | - | - | -- | -- | -- | --- | --------------------------- |  | --- | --- | --- | --- | --- | --- | --- | --- | --- |
| 1   | Argentina | 32  | 16 | 9 | 5 | 2  | 35 | 15 | +20 | Copa do Mundo de 2014       |  | —   | 0–0 | 4–1 | 4–0 | 3–0 | 3–0 | 3–1 | 1–1 | 3–1 |
| 2   | Colômbia  | 30  | 16 | 9 | 3 | 4  | 27 | 13 | +14 | Copa do Mundo de 2014       |  | 1–2 | —   | 3–3 | 1–0 | 4–0 | 1–1 | 2–0 | 5–0 | 2–0 |
| 3   | Chile     | 28  | 16 | 9 | 1 | 6  | 29 | 25 | +4  | Copa do Mundo de 2014       |  | 1–2 | 1–3 | —   | 2–1 | 2–0 | 3–0 | 4–2 | 3–1 | 2–0 |
| 4   | Equador   | 25  | 16 | 7 | 4 | 5  | 20 | 16 | +4  | Copa do Mundo de 2014       |  | 1–1 | 1–0 | 3–1 | —   | 1–0 | 2–0 | 2–0 | 1–0 | 4–1 |
| 5   | Uruguai   | 25  | 16 | 7 | 4 | 5  | 25 | 25 | 0   | Repescagem intercontinental |  | 3–2 | 2–0 | 4–0 | 1–1 | —   | 1–1 | 4–2 | 4–2 | 1–1 |
| 6   | Venezuela | 20  | 16 | 5 | 5 | 6  | 14 | 20 | −6  | Eliminados                  |  | 1–0 | 1–1 | 0–2 | 1–1 | 0–1 | —   | 3–2 | 1–0 | 1–1 |
| 7   | Peru      | 15  | 16 | 4 | 3 | 9  | 17 | 26 | −9  | Eliminados                  |  | 1–1 | 0–1 | 1–0 | 1–0 | 1–2 | 2–1 | —   | 1–1 | 2–0 |
| 8   | Bolívia   | 12  | 16 | 2 | 6 | 8  | 17 | 30 | −13 | Eliminados                  |  | 1–1 | 1–2 | 0–2 | 1–1 | 4–1 | 1–1 | 1–1 | —   | 3–1 |
| 9   | Paraguai  | 12  | 16 | 3 | 3 | 10 | 17 | 31 | −14 | Eliminados                  |  | 2–5 | 1–2 | 1–2 | 2–1 | 1–1 | 0–2 | 1–0 | 4–0 | —   |

## Resultados
As partidas foram disputadas entre 7 de outubro de 2011 e 15 de outubro de 2013.

### Primeira rodada
| 7 de outubro de 2011 | Uruguai                                  | 4 – 2     | Bolívia                         | Estádio Centenário, Montevidéu               |
| 17:00 (UTC−2)        | Suárez 3' · Lugano 25', 71' · Cavani 34' | Relatório | Cardozo 17' · Martins 87' (pen) | Público: 25 500 Árbitro: PER Víctor Carrillo |

| 7 de outubro de 2011 | Equador                    | 2 – 0     | Venezuela | Estádio Olímpico Atahualpa, Quito          |
| 16:05 (UTC−5)        | J. Ayoví 15' · Benítez 28' | Relatório |           | Público: 32 278 Árbitro: CHI Enrique Osses |

| 7 de outubro de 2011 | Argentina                        | 4 – 1     | Chile         | Estádio Monumental de Núñez, Buenos Aires  |
| 20:10 (UTC−3)        | Higuaín 7', 52', 63' · Messi 25' | Relatório | Fernández 59' | Público: 26 161 Árbitro: COL Wilmar Roldán |

| 7 de outubro de 2011 | Peru              | 2 – 0     | Paraguai | Estádio Nacional, Lima                       |
| 20:15 (UTC−5)        | Guerrero 46', 71' | Relatório |          | Público: 39 600 Árbitro: ARG Sergio Pezzotta |

### Segunda rodada
| 11 de outubro de 2011 | Bolívia    | 1 – 2     | Colômbia                 | Estádio Hernando Siles, La Paz               |
| 16:00 (UTC−4)         | Flores 85' | Relatório | Pabón 48' · Falcao 90+3' | Público: 33 155 Árbitro: PAR Carlos Amarilla |

| 11 de outubro de 2011 | Chile                                               | 4 – 2     | Peru                     | Estádio Monumental David Arellano, Santiago |
| 19:45 (UTC−3)         | Ponce 2' · Vargas 18' · Medel 48' · Suazo 63' (pen) | Relatório | Pizarro 49' · Farfán 60' | Público: 39 000 Árbitro: BOL Raúl Orosco    |

| 11 de outubro de 2011 | Paraguai    | 1 – 1     | Uruguai    | Estádio Defensores del Chaco, Assunção     |
| 19:45 (UTC−3)         | Ortiz 90+2' | Relatório | Forlán 68' | Público: 12 922 Árbitro: BRA Wilson Seneme |

| 11 de outubro de 2011 | Venezuela      | 1 – 0     | Argentina | Estádio José Antonio Anzoátegui, Puerto la Cruz |
| 20:20 (UTC−4:30)      | Amorebieta 62' | Relatório |           | Público: 35 600 Árbitro: URU Roberto Silvera    |

### Terceira rodada
| 11 de novembro de 2011 | Argentina   | 1 – 1     | Bolívia     | Estádio Monumental de Núñez, Buenos Aires |
| 17:00 (UTC−3)          | Lavezzi 60' | Relatório | Martins 55' | Público: 27 592 Árbitro: ECU Carlos Vera  |

| 11 de novembro de 2011 | Uruguai                   | 4 – 0     | Chile | Estádio Centenário, Montevidéu               |
| 20:00 (UTC−2)          | Suárez 42', 45', 67', 73' | Relatório |       | Público: 40 500 Árbitro: ARG Héctor Baldassi |

| 11 de novembro de 2011 | Colômbia   | 1 – 1     | Venezuela     | Estádio Metropolitano Roberto Meléndez, Barranquilla |
| 19:00 (UTC−5)          | Guarín 11' | Relatório | Feltscher 78' | Público: 43 953 Árbitro: ECU Omar Ponce              |

| 11 de novembro de 2011 | Paraguai                | 2 – 1     | Equador     | Estádio Defensores del Chaco, Assunção     |
| 21:00 (UTC−3)          | Riveros 47' · Verón 57' | Relatório | Rojas 90+2' | Público: 11 173 Árbitro: COL José Buitrago |

### Quarta rodada
| 15 de novembro de 2011 | Colômbia  | 1 – 2     | Argentina              | Estádio Metropolitano Roberto Meléndez, Barranquilla |
| 16:00 (UTC−5)          | Pabón 44' | Relatório | Messi 60' · Agüero 83' | Público: 49 600 Árbitro: BRA Sálvio Fagundes         |

| 15 de novembro de 2011 | Equador                  | 2 – 0     | Peru | Estádio Olímpico Atahualpa, Quito            |
| 16:00 (UTC−5)          | Méndez 69' · Benítez 88' | Relatório |      | Público: 34 481 Árbitro: URU Jorge Larrionda |

| 15 de novembro de 2011 | Chile                      | 2 – 0     | Paraguai | Estádio Nacional, Santiago               |
| 20:30 (UTC−3)          | Contreras 28' · Campos 86' | Relatório |          | Público: 44 726 Árbitro: BRA Héber Lopes |

| 15 de novembro de 2011 | Venezuela       | 1 – 0     | Bolívia | Estádio Polideportivo de Pueblo Nuevo, San Cristóbal |
| 20:30 (UTC−4:30)       | Vizcarrondo 25' | Relatório |         | Público: 33 351 Árbitro: PER Georges Buckley         |

### Quinta rodada
| 2 de junho de 2012 | Uruguai    | 1 – 1     | Venezuela     | Estádio Centenário, Montevidéu             |
| 15:00 (UTC−3)      | Forlán 38' | Relatório | J. Rondón 84' | Público: 57 000 Árbitro: PAR Antonio Arias |

| 2 de junho de 2012 | Bolívia | 0 – 2     | Chile                      | Estádio Hernando Siles, La Paz                |
| 16:10 (UTC−4)      |         | Relatório | Aránguiz 45+2' · Vidal 83' | Público: 34 389 Árbitro: ECU Alfredo Intriago |

| 2 de junho de 2012 | Argentina                                           | 4 – 0     | Equador | Estádio Monumental de Núñez, Buenos Aires  |
| 19:30 (UTC−3)      | Agüero 19' · Higuaín 29' · Messi 31' · di María 76' | Relatório |         | Público: 50 000 Árbitro: PER Víctor Rivera |

| 3 de junho de 2012 | Peru | 0 – 1     | Colômbia      | Estádio Nacional, Lima                     |
| 17:00 (UTC−5)      |      | Relatório | Rodríguez 51' | Público: 35 724 Árbitro: ARG Néstor Pitana |

### Sexta rodada
| 9 de junho de 2012 | Bolívia                    | 3 – 1     | Paraguai    | Estádio Hernando Siles, La Paz               |
| 16:00 (UTC−4)      | Peña 9' · Escobar 69', 80' | Relatório | Riveros 81' | Público: 17 320 Árbitro: URU Roberto Silvera |

| 9 de junho de 2012 | Venezuela | 0 – 2     | Chile                          | Estádio José Antonio Anzoátegui, Puerto la Cruz |
| 18:05 (UTC−4:30)   |           | Relatório | Fernández 85' · Aránguiz 90+1' | Público: 35 000 Árbitro: COL José Buitrago      |

| 10 de junho de 2012 | Uruguai                                                 | 4 – 2     | Peru                            | Estádio Centenário, Montevidéu              |
| 15:30 (UTC−3)       | Suárez 15' · Pereira 29' · Rodríguez 62' · Eguren 90+3' | Relatório | Godín 40' (g.c.) · Guerrero 47' | Público: 55 000 Árbitro: BRA Leandro Vuaden |

| 10 de junho de 2012 | Equador     | 1 – 0     | Colômbia | Estádio Olímpico Atahualpa, Quito          |
| 16:00 (UTC−5)       | Benítez 53' | Relatório |          | Público: 37 353 Árbitro: BRA Wilson Seneme |

### Sétima rodada
| 7 de setembro de 2012 | Colômbia                                    | 4 – 0     | Uruguai | Estádio Metropolitano Roberto Meléndez, Barranquilla |
| 15:30 (UTC−5)         | Falcao 2' · Gutiérrez 47', 51' · Zúñiga 90' | Relatório |         | Público: 45 000 Árbitro: BRA Héber Lopes             |

| 7 de setembro de 2012 | Equador           | 1 – 0     | Bolívia | Estádio Olímpico Atahualpa, Quito      |
| 16:00 (UTC−5)         | Caicedo 73' (pen) | Relatório |         | Público: 32 213 Árbitro: VEN Juan Soto |

| 7 de setembro de 2012 | Argentina                             | 3 – 1     | Paraguai   | Estádio Mario Alberto Kempes, Córdova      |
| 20:10 (UTC−3)         | di María 3' · Higuaín 30' · Messi 64' | Relatório | Fabbro 17' | Público: 51 000 Árbitro: BRA Wilson Seneme |

| 7 de setembro de 2012 | Peru            | 2 – 1     | Venezuela  | Estádio Nacional, Lima                      |
| 20:25 (UTC−5)         | Farfán 47', 59' | Relatório | Arango 42' | Público: 34 703 Árbitro: URU Martín Vázquez |

### Oitava rodada
| 11 de setembro de 2012 | Chile         | 1 – 3     | Colômbia                                   | Estádio Monumental David Arellano, Santiago  |
| 16:30 (UTC−3)          | Fernández 41' | Relatório | Rodríguez 58' · Falcao 73' · Gutiérrez 76' | Público: 38 000 Árbitro: PER Víctor Carrillo |

| 11 de setembro de 2012 | Uruguai    | 1 – 1     | Equador          | Estádio Centenário, Montevidéu               |
| 18:30 (UTC−3)          | Cavani 66' | Relatório | Caicedo 7' (pen) | Público: 38 000 Árbitro: PAR Carlos Amarilla |

| 11 de setembro de 2012 | Paraguai | 0 – 2     | Venezuela       | Estádio Defensores del Chaco, Assunção     |
| 19:25 (UTC−4)          |          | Relatório | Rondón 45', 67' | Público: 13 680 Árbitro: CHI Enrique Osses |

| 11 de setembro de 2012 | Peru         | 1 – 1     | Argentina   | Estádio Nacional, Lima                     |
| 20:25 (UTC−5)          | Zambrano 21' | Relatório | Higuaín 37' | Público: 34 111 Árbitro: COL Wilmar Roldán |

### Nona rodada
| 12 de outubro de 2012 | Bolívia       | 1 – 1     | Peru       | Estádio Hernando Siles, La Paz           |
| 16:00 (UTC−4)         | Chumacero 51' | Relatório | Mariño 21' | Público: 36 500 Árbitro: ECU Carlos Vera |

| 12 de outubro de 2012 | Colômbia        | 2 – 0     | Paraguai | Estádio Metropolitano Roberto Meléndez, Barranquilla |
| 15:30 (UTC−5)         | Falcao 52', 89' | Relatório |          | Público: 45 000 Árbitro: ARG Sergio Pezzotta         |

| 12 de outubro de 2012 | Equador                                 | 3 – 1     | Chile              | Estádio Olímpico Atahualpa, Quito        |
| 16:00 (UTC−5)         | Caicedo 33', 56' (pen) · Castillo 90+2' | Relatório | Paredes 25' (g.c.) | Público: 32 600 Árbitro: BRA Héber Lopes |

| 12 de outubro de 2012 | Argentina                   | 3 – 0     | Uruguai | Estádio Malvinas Argentinas, Mendoza        |
| 21:00 (UTC−3)         | Messi 65', 79' · Agüero 74' | Relatório |         | Público: 31 997 Árbitro: BRA Leandro Vuaden |

### Décima rodada
| 16 de outubro de 2012 | Bolívia                           | 4 – 1     | Uruguai    | Estádio Hernando Siles, La Paz             |
| 16:00 (UTC−4)         | Saucedo 5', 50', 54' · Mojica 26' | Relatório | Suárez 80' | Público: 25 402 Árbitro: PER Víctor Rivera |

| 16 de outubro de 2012 | Venezuela | 1 – 1     | Equador      | Estádio José Antonio Anzoátegui, Puerto la Cruz |
| 17:30 (UTC−4:30)      | Arango 5' | Relatório | Castillo 23' | Público: 35 076 Árbitro: ARG Néstor Pitana      |

| 16 de outubro de 2012 | Paraguai    | 1 – 0     | Peru | Estádio Defensores del Chaco, Assunção    |
| 19:00 (UTC−3)         | Aguilar 52' | Relatório |      | Público: 10 114 Árbitro: ARG Pablo Lunati |

| 16 de outubro de 2012 | Chile           | 1 – 2     | Argentina               | Estádio Nacional, Santiago                 |
| 21:05 (UTC−3)         | Gutiérrez 90+1' | Relatório | Messi 28' · Higuaín 31' | Público: 45 000 Árbitro: PAR Antonio Arias |

### Décima primeira rodada
| 22 de março de 2013 | Colômbia                                                            | 5 – 0     | Bolívia | Estádio Metropolitano Roberto Meléndez, Barranquilla |
| 15:00 (UTC−5)       | Torres 20' · Valdés 49' · Gutiérrez 62' · Falcao 86' · Armero 90+2' | Relatório |         | Público: 40 478 Árbitro: ECU Carlos Vera             |

| 22 de março de 2013 | Uruguai    | 1 – 1     | Paraguai    | Estádio Centenário, Montevidéu             |
| 19:00 (UTC−3)       | Suárez 81' | Relatório | Benítez 85' | Público: 32 000 Árbitro: COL Wilmar Roldán |

| 22 de março de 2013 | Argentina                          | 3 – 0     | Venezuela | Estádio Monumental de Núñez, Buenos Aires    |
| 21:00 (UTC−3)       | Higuaín 29', 59' · Messi 43' (pen) | Relatório |           | Público: 40 000 Árbitro: PER Víctor Carrillo |

| 22 de março de 2013 | Peru       | 1 – 0     | Chile | Estádio Nacional, Lima                  |
| 21:10 (UTC−5)       | Farfán 87' | Relatório |       | Público: 43 000 Árbitro: ARG Diego Abal |

### Décima segunda rodada
| 26 de março de 2013 | Bolívia     | 1 – 1     | Argentina  | Estádio Hernando Siles, La Paz             |
| 16:00 (UTC−4)       | Martins 25' | Relatório | Banega 44' | Público: 35 000 Árbitro: CHI Enrique Osses |

| 26 de março de 2013 | Equador                                      | 4 – 1     | Paraguai      | Estádio Olímpico Atahualpa, Quito         |
| 16:00 (UTC−5)       | Caicedo 37' · Montero 49', 74' · Benítez 54' | Relatório | Caballero 15' | Público: 33 048 Árbitro: BRA Sandro Ricci |

| 26 de março de 2013 | Chile                    | 2 – 0     | Uruguai | Estádio Nacional, Santiago                 |
| 20:30 (UTC−3)       | Paredes 10' · Vargas 77' | Relatório |         | Público: 43 816 Árbitro: ARG Néstor Pitana |

| 26 de março de 2013 | Venezuela  | 1 – 0     | Colômbia | Polideportivo Cachamay, Puerto Ordaz       |
| 19:30 (UTC−4:30)    | Rondón 14' | Relatório |          | Público: 41 250 Árbitro: PAR Antonio Arias |

### Décima terceira rodada
| 7 de junho de 2013 | Bolívia    | 1 – 1     | Venezuela  | Estádio Hernando Siles, La Paz                |
| 16:00 (UTC−4)      | Campos 86' | Relatório | Arango 58' | Público: 10 155 Árbitro: ARG Patricio Loustau |

| 7 de junho de 2013 | Argentina | 0 – 0     | Colômbia | Estádio Monumental de Núñez, Buenos Aires     |
| 19:05 (UTC−3)      |           | Relatório |          | Público: 44 087 Árbitro: VEN Marlon Escalante |

| 7 de junho de 2013 | Paraguai       | 1 – 2     | Chile                  | Estádio Defensores del Chaco, Assunção      |
| 20:10 (UTC−4)      | Santa Cruz 87' | Relatório | Vargas 41' · Vidal 56' | Público: 30 000 Árbitro: BRA Leandro Vuaden |

| 7 de junho de 2013 | Peru        | 1 – 0     | Equador | Estádio Nacional, Lima                        |
| 21:10 (UTC−5)      | Pizarro 11' | Relatório |         | Público: 37 000 Árbitro: BRA Marcelo Henrique |

### Décima quarta rodada
| 11 de junho de 2013 | Colômbia                         | 2 – 0     | Peru | Estádio Metropolitano Roberto Meléndez, Barranquilla |
| 15:30 (UTC−5)       | Falcao 12' (pen) · Gutiérrez 45' | Relatório |      | Público: 42 265 Árbitro: BRA Sandro Ricci            |

| 11 de junho de 2013 | Equador      | 1 – 1     | Argentina       | Estádio Olímpico Atahualpa, Quito            |
| 16:00 (UTC−5)       | Castillo 17' | Relatório | Agüero 4' (pen) | Público: 35 000 Árbitro: PAR Enrique Cáceres |

| 11 de junho de 2013 | Venezuela | 0 – 1     | Uruguai    | Polideportivo Cachamay, Puerto Ordaz           |
| 19:30 (UTC−4:30)    |           | Relatório | Cavani 27' | Público: 36 297 Árbitro: BRA Paulo de Oliveira |

| 11 de junho de 2013 | Chile                                  | 3 – 1     | Bolívia     | Estádio Nacional, Santiago                 |
| 20:30 (UTC−4)       | Vargas 16' · Sánchez 17' · Vidal 90+2' | Relatório | Martins 32' | Público: 45 000 Árbitro: URU Darío Ubríaco |

### Décima quinta rodada
| 6 de setembro de 2013 | Colômbia            | 1 – 0     | Equador | Estádio Metropolitano Roberto Meléndez, Barranquilla |
| 17:00 (UTC−5)         | Rodríguez 30' (pen) | Relatório |         | Público: 46 000 Árbitro: BRA Héber Lopes             |

| 6 de setembro de 2013 | Paraguai                                            | 4 – 0     | Bolívia | Estádio Defensores del Chaco, Assunção       |
| 18:30 (UTC−4)         | Fabbro 16' · Santa Cruz 47' · Ortiz 80' · Gómez 83' | Relatório |         | Público: 30 000 Árbitro: PER Víctor Carrillo |

| 6 de setembro de 2013 | Chile                                 | 3 – 0     | Venezuela | Estádio Nacional, Santiago                |
| 20:30 (UTC−4)         | Vargas 10' · González 29' · Vidal 85' | Relatório |           | Público: 46 500 Árbitro: BRA Sandro Ricci |

| 6 de setembro de 2013 | Peru       | 1 – 2     | Uruguai               | Estádio Nacional, Lima                        |
| 21:30 (UTC−5)         | Farfán 84' | Relatório | Suárez 43' (pen), 67' | Público: 39 222 Árbitro: ARG Patricio Loustau |

### Décima sexta rodada
| 10 de setembro de 2013 | Bolívia        | 1 – 1     | Equador           | Estádio Hernando Siles, La Paz                 |
| 16:00 (UTC−4)          | Arrascaita 47' | Relatório | Caicedo 57' (pen) | Público: 12 043 Árbitro: BRA Paulo de Oliveira |

| 10 de setembro de 2013 | Uruguai                 | 2 – 0     | Colômbia | Estádio Centenário, Montevidéu             |
| 19:00 (UTC−3)          | Cavani 77' · Stuani 80' | Relatório |          | Público: 51 000 Árbitro: PAR Antonio Arias |

| 10 de setembro de 2013 | Venezuela                                      | 3 – 2     | Peru                       | Estádio José Antonio Anzoátegui, Puerto la Cruz |
| 19:25 (UTC−4:30)       | Rondón 36' · C. González 59' (pen) · Otero 76' | Relatório | Hurtado 19' · Zambrano 86' | Público: 20 049 Árbitro: ARG Néstor Pitana      |

| 10 de setembro de 2013 | Paraguai                   | 2 – 5     | Argentina                                                              | Estádio Defensores del Chaco, Assunção     |
| 21:40 (UTC−4)          | Núñez 18' · Santa Cruz 85' | Relatório | Messi 12' (pen), 52' (pen) · Agüero 32' · di María 49' · Rodríguez 90' | Público: 27 000 Árbitro: CHI Enrique Osses |

### Décima sétima rodada
| 11 de outubro de 2013 | Colômbia                                    | 3 – 3     | Chile                              | Estádio Metropolitano Roberto Meléndez, Barranquilla |
| 16:00 (UTC−5)         | Gutiérrez 69' · Falcao 74' (pen), 83' (pen) | Relatório | Vidal 18' (pen) · Sánchez 21', 29' | Público: 40 388 Árbitro: BRA Paulo de Oliveira       |

| 11 de outubro de 2013 | Equador     | 1 – 0     | Uruguai | Estádio Olímpico Atahualpa, Quito         |
| 16:00 (UTC−5)         | Montero 30' | Relatório |         | Público: 32 996 Árbitro: BRA Sandro Ricci |

| 11 de outubro de 2013 | Venezuela  | 1 – 1     | Paraguai    | Estádio Polideportivo de Pueblo Nuevo, San Cristóbal |
| 16:30 (UTC−4:30)      | Seijas 82' | Relatório | Benítez 28' | Público: 27 227 Árbitro: PER Víctor Carrillo         |

| 11 de outubro de 2013 | Argentina                      | 3 – 1     | Peru        | Estádio Monumental de Núñez, Buenos Aires |
| 20:00 (UTC−3)         | Lavezzi 23', 34' · Palacio 47' | Relatório | Pizarro 20' | Público: 28 977 Árbitro: ECU Carlos Vera  |

### Décima oitava rodada
| 15 de outubro de 2013 | Paraguai | 1 – 2     | Colômbia       | Estádio Defensores del Chaco, Assunção |
| 20:30 (UTC−3)         | Rojas 7' | Relatório | Yepes 38', 56' | Público: 7 142 Árbitro: ARG Diego Abal |

| 15 de outubro de 2013 | Chile                   | 2 – 1     | Equador     | Estádio Nacional, Santiago                  |
| 20:30 (UTC−3)         | Sánchez 33' · Medel 37' | Relatório | Caicedo 66' | Público: 47 458 Árbitro: BRA Leandro Vuaden |

| 15 de outubro de 2013 | Uruguai                                         | 3 – 2     | Argentina             | Estádio Centenário, Montevidéu                |
| 21:30 (UTC−2)         | C. Rodríguez 6' · Suárez 34' (pen) · Cavani 49' | Relatório | M. Rodríguez 14', 41' | Público: 55 000 Árbitro: BRA Marcelo Henrique |

| 15 de outubro de 2013 | Peru      | 1 – 1     | Bolívia      | Estádio Nacional, Lima                     |
| 21:15 (UTC−5)         | Yotún 18' | Relatório | Bejarano 45' | Público: 0[a] Árbitro: PAR Enrique Cáceres |

## Repescagem intercontinental
A equipe classificada em quinto lugar na América do Sul enfrentou a Jordânia, classificada na quinta fase da Ásia em partidas de ida e volta. A vencedora classificou-se a Copa do Mundo de 2014. Em 29 de julho de 2011 um sorteio definiu os emparelhamentos da repescagem entre as confederações. A partida de ida foi disputada em 13 de novembro de 2013, na Jordânia, e a partida de volta foi disputada em 20 de novembro de 2013, no Uruguai.
| Equipe 1 | Total | Equipe 2 | 1.º jogo | 2.º jogo |
| -------- | ----- | -------- | -------- | -------- |
| Jordânia | 0–5   | Uruguai  | 0–5      | 0–0      |

## Artilharia
| 11 gols (1) - URU Luis Suárez 10 gols (1) - ARG Lionel Messi 9 gols (2) - ARG Gonzalo Higuaín - COL Radamel Falcao García 7 gols (1) - ECU Felipe Caicedo 6 gols (1) - COL Teófilo Gutiérrez 5 gols (6) - ARG Sergio Agüero - CHI Arturo Vidal - CHI Eduardo Vargas - PER Jefferson Farfán - URU Edinson Cavani - VEN José Salomón Rondón 4 gols (3) - BOL Marcelo Martins Moreno - CHI Alexis Sánchez - ECU Christian Benítez 3 gols (12) - ARG Ángel di María - ARG Ezequiel Lavezzi - ARG Maxi Rodríguez - BOL Carlos Saucedo - CHI Matías Fernández - COL James Rodríguez - ECU Jefferson Montero - ECU Segundo Castillo | 3 gols (continuação) - PAR Roque Santa Cruz - PER Claudio Pizarro - PER Paolo Guerrero - VEN Juan Arango 2 gols (12) - BOL Pablo Escobar - CHI Charles Aránguiz - CHI Gary Medel - COL Dorlan Pabón - COL Mario Yepes - PAR Cristian Riveros - PAR Édgar Benítez - PAR Jonathan Fabbro - PAR Richard Ortiz - PER Carlos Zambrano - URU Cristian Rodríguez - URU Diego Forlán - URU Diego Lugano 1 gol (43) - ARG Éver Banega - ARG Rodrigo Palacio - BOL Alcides Peña - BOL Alejandro Chumacero - BOL Diego Bejarano - BOL Gualberto Mojica - BOL Jaime Arrascaita - BOL Jhasmani Campos - BOL Rudy Cardozo - BOL Wálter Flores - CHI Esteban Paredes - CHI Felipe Gutiérrez - CHI Humberto Suazo | 1 gol (continuação) - CHI Marcos González - CHI Matías Campos - CHI Pablo Contreras - CHI Waldo Ponce - COL Carlos Valdés - COL Fredy Guarín - COL Juan Zúñiga - COL Macnelly Torres - COL Pablo Armero - ECU Edison Méndez - ECU Jaime Ayoví - ECU Joao Rojas - PAR Darío Verón - PAR Gustavo Gómez - PAR Jorge Rojas - PAR José Ariel Núñez - PAR Luis Nery Caballero - PAR Pablo César Aguilar - PER Juan Carlos Mariño - PER Paolo Hurtado - PER Yoshimar Yotún - URU Christian Stuani - URU Maximiliano Pereira - URU Sebastián Eguren - VEN César Eduardo González - VEN Fernando Amorebieta - VEN Frank Feltscher - VEN Luis Manuel Seijas - VEN Oswaldo Vizcarrondo - VEN Rómulo Otero Gols-contra (2) - ECU Juan Carlos Paredes (a favor do Chile) - URU Diego Godín (a favor do Peru) |